# Fußball-Weltmeisterschaft der Frauen 2019/Qualifikation
Die Qualifikation zur Fußball-Weltmeisterschaft der Frauen 2019 wurde in den Jahren 2017 und 2018 ausgetragen. Die gemeldeten Auswahlmannschaften spielten dabei um 23 freie Plätze neben den als Gastgebern ex officio qualifizierten französischen Frauen.

## Endrundenplätze
- UEFA (Europa): 8 Teilnehmer plus Gastgeber Frankreich
- CAF (Afrika): 3 Teilnehmer
- AFC (Asien): 5 Teilnehmer
- OFC (Ozeanien): 1 Teilnehmer
- CONMEBOL (Südamerika): 2 Teilnehmer plus 1 Platz in den Play-offs gegen den Vierten von CONCACAF
- CONCACAF (Nord- und Mittelamerika und Karibik): 3 Teilnehmer plus 1 Platz in den Play-offs gegen den Dritten von CONMEBOL

## Für die Weltmeisterschaft qualifizierte Mannschaften
| Nation              | Qualifiziert als                                        | Qualifiziert am | FIFA-Rang | Endrundenteilnahmen | Endrundenteilnahmen |
| Nation              | Qualifiziert als                                        | Qualifiziert am | FIFA-Rang | Anzahl              | zuletzt             |
| ------------------- | ------------------------------------------------------- | --------------- | --------- | ------------------- | ------------------- |
| Frankreich          | UEFA; Gastgeber                                         | 19.03.2015      | 3         | 04                  | 2015                |
| Volksrepublik China | AFC; Asienmeisterschaft, Platz 3                        | 09.04.2018      | 15        | 07                  | 2015                |
| Thailand            | AFC; Asienmeisterschaft, Platz 4                        | 12.04.2018      | 29        | 02                  | 2015                |
| Australien          | AFC; Asienmeisterschaft, Platz 2                        | 13.04.2018      | 6         | 07                  | 2015                |
| Japan               | AFC; Asienmeister                                       | 13.04.2018      | 8         | 08                  | 2015                |
| Südkorea            | AFC; Asienmeisterschaft, Platz 5                        | 16.04.2018      | 14        | 03                  | 2015                |
| Brasilien           | CONMEBOL; Südamerikameister                             | 19.04.2018      | 10        | 08                  | 2015                |
| Chile               | CONMEBOL; Südamerikameisterschaft, Platz 2              | 22.04.2018      | 38        | 01                  | -                   |
| Spanien             | UEFA; Sieger Gruppe 7                                   | 08.06.2018      | 12        | 02                  | 2015                |
| Italien             | UEFA; Sieger Gruppe 6                                   | 08.06.2018      | 16        | 03                  | 1999                |
| England             | UEFA; Sieger Gruppe 1                                   | 31.08.2018      | 4         | 05                  | 2015                |
| Schottland          | UEFA; Sieger Gruppe 2                                   | 04.09.2018      | 20        | 01                  | -                   |
| Norwegen            | UEFA; Sieger Gruppe 3                                   | 04.09.2018      | 13        | 08                  | 2015                |
| Schweden            | UEFA; Sieger Gruppe 4                                   | 04.09.2018      | 9         | 08                  | 2015                |
| Deutschland         | UEFA; Sieger Gruppe 5                                   | 04.09.2018      | 2         | 08                  | 2015                |
| Kanada              | CONCACAF; Zweiter                                       | 14.10.2018      | 5         | 07                  | 2015                |
| Vereinigte Staaten  | CONCACAF; Erster                                        | 14.10.2018      | 1         | 08                  | 2015                |
| Jamaika             | CONCACAF; Dritter                                       | 17.10.2018      | 53        | 01                  | -                   |
| Niederlande         | UEFA; Play-off-Sieger                                   | 13.11.2018      | 7         | 02                  | 2015                |
| Argentinien         | CONMEBOL; Sieger interkontinentale Play-offs (CONCACAF) | 13.11.2018      | 36        | 03                  | 2007                |
| Nigeria             | CAF; Afrikameister                                      | 27.11.2018      | 39        | 08                  | 2015                |
| Südafrika           | CAF; Afrikameisterschaft Platz 2                        | 27.11.2018      | 48        | 01                  | -                   |
| Kamerun             | CAF; Afrikameisterschaft Platz 3                        | 30.11.2018      | 46        | 02                  | 2015                |
| Neuseeland          | OFC; Ozeanienmeister                                    | 01.12.2018      | 19        | 05                  | 2015                |

Anmerkungen

## Europäische Zone/UEFA

### Modus
Zur Teilnahme an den Qualifikationsspielen hatten 46 der 55 UEFA-Mitgliedsverbände ihre Nationalmannschaft angemeldet. Mit Andorra und Kosovo nahmen zwei Länder zum ersten Mal an einer WM-Qualifikation teil. Von den Teilnehmern der letzten Qualifikation hatten Bulgarien und Mazedonien keine Mannschaft gemeldet. Für die gemeldeten Mannschaften wurde zunächst eine Rangliste erstellt.
Die 16 Länder mit den niedrigsten Koeffizienten mussten die Vorqualifikation bestreiten. Dabei wurden am 19. Januar 2017 vier Gruppen mit jeweils vier Mannschaften ausgelost, die in der Zeit vom 6. bis 11. April 2017 in Form je eines Miniturniers um fünf Plätze in der Qualifikation spielten. Die vier Gruppensieger und die beste zweitplatzierte Mannschaft, wobei nur die Ergebnisse gegen den Ersten und Dritten zählen, und die restlichen 30 Mannschaften bestritten dann von September 2017 bis September 2018 in sieben Fünfergruppen die Hauptqualifikation. Die sieben Gruppensieger qualifizierten sich – neben Gastgeber Frankreich – direkt für die WM, die vier besten Zweiten bestritten im Oktober/November 2018 eine Playoff-Runde, um den neunten und letzten europäischen WM-Teilnehmer zu ermitteln.
Für die europäischen Mannschaften war die WM-Qualifikation auch die indirekte Qualifikation für das Fußballturnier der Frauen bei den Olympischen Sommerspielen 2020, da sich nur die drei besten europäischen Mannschaften bei der WM-Endrunde für die Olympischen Spiele qualifizieren.

### Vorqualifikation
Die Gastgeber der Miniturniere sind fett geschrieben.
| Gruppe 1   | Gruppe 2     | Gruppe 3 | Gruppe 4   |
| ---------- | ------------ | -------- | ---------- |
| Kasachstan | Griechenland | Israel   | Türkei     |
| Estland    | Albanien     | Moldau   | Färöer     |
| Georgien   | Malta        | Litauen  | Montenegro |
| Lettland   | Kosovo       | Andorra  | Luxemburg  |

#### Gruppe 1
Alle Spiele in Georgien im Micheil-Meschi-Stadion in Tiflis, wobei das Parallelspiel jeweils auf einem Nebenplatz stattfand.
| Pl. | Land       | Sp. | S | U | N | Tore    | Diff. | Punkte |
| --- | ---------- | --- | - | - | - | ------- | ----- | ------ |
| 1.  | Kasachstan | 3   | 2 | 1 | 0 | 004:200 | +2    | 07     |
| 2.  | Lettland   | 3   | 1 | 2 | 0 | 007:300 | +4    | 05     |
| 3.  | Georgien   | 3   | 1 | 1 | 1 | 003:300 | ±0    | 04     |
| 4.  | Estland    | 3   | 0 | 0 | 3 | 001:700 | −6    | 0      |

| 06.04.2017 | Tiflis | Estland    | – | Lettland | 0:4 (0:2) |
|            | Tiflis | Kasachstan | - | Georgien | 1:0 (1:0) |
| 08.04.2017 | Tiflis | Kasachstan | – | Lettland | 2:2 (0:2) |

#### Gruppe 2
Alle Spiele in Albanien in der Elbasan Arena bzw. im Selman-Stërmasi-Stadion in Tirana.
| Pl. | Land         | Sp. | S | U | N | Tore    | Diff. | Punkte |
| --- | ------------ | --- | - | - | - | ------- | ----- | ------ |
| 1.  | Albanien     | 3   | 2 | 1 | 0 | 005:300 | +2    | 07     |
| 2.  | Griechenland | 3   | 2 | 0 | 1 | 008:200 | +6    | 06     |
| 3.  | Malta        | 3   | 1 | 1 | 1 | 003:200 | +1    | 04     |
| 4.  | Kosovo       | 3   | 0 | 0 | 3 | 003:120 | −9    | 0      |

| 06.04.2017 | Elbasan | Albanien     | – | Kosovo | 3:2 (1:1) |
|            | Tirana  | Griechenland | – | Malta  | 1:0 (1:0) |
| 08.04.2017 | Tirana  | Griechenland | – | Kosovo | 6:0 (4:0) |

#### Gruppe 3
Alle Spiele in Litauen im LFF-Stadion in Vilnius, außer dem Spiel zwischen Andorra und Litauen, das im National Football Academy Stadium in Kaunas ausgetragen wurde.
| Pl. | Land    | Sp. | S | U | N | Tore    | Diff. | Punkte |
| --- | ------- | --- | - | - | - | ------- | ----- | ------ |
| 1.  | Israel  | 3   | 2 | 1 | 0 | 009:000 | +9    | 07     |
| 2.  | Moldau  | 3   | 2 | 1 | 0 | 006:000 | +6    | 07     |
| 3.  | Litauen | 3   | 1 | 0 | 2 | 002:400 | −2    | 03     |
| 4.  | Andorra | 3   | 0 | 0 | 3 | 000:130 | −13   | 0      |

| 06.04.2017 | Vilnius | Moldau  | – | Andorra | 4:0 (3:0) |
|            | Vilnius | Israel  | - | Litauen | 2:0 (0:0) |
| 08.04.2017 | Vilnius | Litauen | – | Moldau  | 0:2 (0:0) |

#### Gruppe 4
Alle Spiele fanden auf den Färöern im Tórsvøllur in Tórshavn statt, bis auf das Spiel zwischen Luxemburg und Montenegro, das im Gundadalur stattfand.
| Pl. | Land       | Sp. | S | U | N | Tore    | Diff. | Punkte |
| --- | ---------- | --- | - | - | - | ------- | ----- | ------ |
| 1.  | Färöer     | 3   | 3 | 0 | 0 | 009:300 | +6    | 09     |
| 2.  | Türkei     | 3   | 2 | 0 | 1 | 013:300 | +10   | 06     |
| 3.  | Montenegro | 3   | 1 | 0 | 2 | 008:600 | +2    | 03     |
| 4.  | Luxemburg  | 3   | 0 | 0 | 3 | 003:210 | −18   | 0      |

| 06.04.2017 | Tórshavn | Türkei     | – | Montenegro | 3:0 (3:0) |
|            | Tórshavn | Färöer     | - | Luxemburg  | 5:1 (3:0) |
| 08.04.2017 | Tórshavn | Montenegro | – | Färöer     | 1:2 (0:0) |

### Hauptqualifikation

#### Auslosung
Die Auslosung erfolgte am 25. April 2017 im UEFA-Hauptquartier in Nyon. Die 35 Teilnehmer wurden in sieben Fünfergruppen gelost, wobei in jede Gruppe je eine Mannschaft aus Topf A bis E gelost wurde. Die Einteilung in die Töpfe erfolgte gemäß dem UEFA-Koeffizienten.
- Topf A: Deutschland, England, Norwegen, Schweden, Spanien, Schweiz, Italien
- Topf B: Niederlande, Island, Schottland, Dänemark, Österreich, Belgien, Russland
- Topf C: Finnland, Ukraine, Wales, Rumänien, Polen, Tschechien, Irland
- Topf D: Portugal, Serbien, Ungarn, Bosnien und Herzegowina, Belarus, Slowakei, Slowenien
- Topf E: Nordirland, Kroatien, die vier Gruppensieger Albanien, Färöer, Israel und Kasachstan sowie der beste Gruppenzweite Moldau aus der Vorqualifikation

#### Gruppe 1
| Pl. | Land                    | Sp. | S | U | N | Tore    | Diff. | Punkte |
| --- | ----------------------- | --- | - | - | - | ------- | ----- | ------ |
| 1.  | England                 | 8   | 7 | 1 | 0 | 029:100 | +28   | 22     |
| 2.  | Wales                   | 8   | 5 | 2 | 1 | 007:300 | +4    | 17     |
| 3.  | Russland                | 8   | 4 | 1 | 3 | 016:130 | +3    | 13     |
| 4.  | Bosnien und Herzegowina | 8   | 1 | 0 | 7 | 003:190 | −16   | 03     |
| 5.  | Kasachstan              | 8   | 1 | 0 | 7 | 002:210 | −19   | 03     |

| 17.09.2017 | Astana           | Kasachstan            | – | Wales                 | 0:1 (0:0) |
| 19.09.2017 | Birkenhead       | England               | – | Russland              | 6:0 (4:0) |
| 21.10.2017 | Astana           | Kasachstan            | – | Bosnien & Herzegowina | 0:2 (0:1) |
| 24.10.2017 | Sankt Petersburg | Russland              | – | Wales                 | 0:0       |
| 24.11.2017 | Cardiff          | Wales                 | – | Kasachstan            | 1:0 (0:0) |
|            | Walsall          | England               | – | Bosnien & Herzegowina | 4:0 (1:0) |
| 28.11.2017 | Zenica           | Bosnien & Herzegowina | – | Wales                 | 0:1 (0:0) |
|            | Colchester       | England               | – | Kasachstan            | 5:0 (1:0) |
| 05.04.2018 | Zenica           | Bosnien & Herzegowina | – | Russland              | 1:6 (1:2) |
| 06.04.2018 | Southampton      | England               | – | Wales                 | 0:0       |

#### Gruppe 2
| Pl. | Land       | Sp. | S | U | N | Tore    | Diff. | Punkte |
| --- | ---------- | --- | - | - | - | ------- | ----- | ------ |
| 1.  | Schottland | 8   | 7 | 0 | 1 | 019:700 | +12   | 21     |
| 2.  | Schweiz    | 8   | 6 | 1 | 1 | 021:500 | +16   | 19     |
| 3.  | Polen      | 8   | 3 | 2 | 3 | 016:120 | +4    | 11     |
| 4.  | Albanien   | 8   | 1 | 1 | 6 | 006:220 | −16   | 04     |
| 5.  | Belarus    | 8   | 1 | 0 | 7 | 005:210 | −16   | 03     |

| 15.09.2017 | Elbasan      | Albanien   | – | Schweiz    | 1:4 (0:3) |
|            | Łęczna       | Polen      | – | Belarus    | 4:1 (3:1) |
| 19.09.2017 | Minsk        | Belarus    | – | Albanien   | 1:0 (0:0) |
|            | Biel/Bienne  | Schweiz    | – | Polen      | 2:1 (2:1) |
| 19.10.2017 | Minsk        | Belarus    | – | Schottland | 1:2 (1:1) |
| 24.10.2017 | Paisley      | Schottland | – | Albanien   | 5:0 (2:0) |
| 24.11.2017 | Shkodra      | Albanien   | – | Polen      | 1:4 (0:3) |
|            | Schaffhausen | Schweiz    | – | Belarus    | 3:0 (2:0) |
| 28.11.2017 | Biel/Bienne  | Schweiz    | – | Albanien   | 5:1 (2:1) |
| 05.04.2018 | Schaffhausen | Schweiz    | – | Schottland | 1:0 (1:0) |

Quellen: Schweizerischer Fussballverband, Belaruskaja Federazyja Futbola, Polski Związek Piłki Nożnej, The Scottish Football Association Ltd.

#### Gruppe 3
| Pl. | Land        | Sp. | S | U | N | Tore    | Diff. | Punkte |
| --- | ----------- | --- | - | - | - | ------- | ----- | ------ |
| 1.  | Norwegen    | 8   | 7 | 0 | 1 | 022:400 | +18   | 21     |
| 2.  | Niederlande | 8   | 6 | 1 | 1 | 022:200 | +20   | 19     |
| 3.  | Irland      | 8   | 4 | 1 | 3 | 010:600 | +4    | 13     |
| 4.  | Nordirland  | 8   | 1 | 0 | 7 | 004:270 | −23   | 03     |
| 5.  | Slowakei    | 8   | 1 | 0 | 7 | 004:230 | −19   | 03     |

| 15.09.2017 | Fredrikstad | Norwegen    | – | Nordirland  | 4:1 (2:0) |
| 19.09.2017 | Sarpsborg   | Norwegen    | – | Slowakei    | 6:1 (6:0) |
|            | Lurgan      | Nordirland  | – | Irland      | 0:2 (0:1) |
| 24.10.2017 | Senec       | Slowakei    | – | Irland      | 0:2 (0:2) |
|            | Groningen   | Niederlande | – | Norwegen    | 1:0 (0:0) |
| 24.11.2017 | Senec       | Slowakei    | – | Niederlande | 0:5 (0:3) |
| 28.11.2017 | Žilina      | Slowakei    | – | Nordirland  | 1:3 (1:1) |
|            | Nijmegen    | Niederlande | – | Irland      | 0:0       |
| 06.04.2018 | Dublin      | Irland      | – | Slowakei    | 2:1 (0:0) |
|            | Eindhoven   | Niederlande | – | Nordirland  | 7:0 (4:0) |

#### Gruppe 4
| Pl. | Land     | Sp. | S | U | N | Tore    | Diff. | Punkte |
| --- | -------- | --- | - | - | - | ------- | ----- | ------ |
| 1.  | Schweden | 8   | 7 | 0 | 1 | 022:200 | +20   | 21     |
| 2.  | Dänemark | 8   | 5 | 1 | 2 | 022:800 | +14   | 16     |
| 3.  | Ukraine  | 8   | 4 | 1 | 3 | 009:100 | −1    | 13     |
| 4.  | Ungarn   | 8   | 1 | 1 | 6 | 008:260 | −18   | 04     |
| 5.  | Kroatien | 8   | 0 | 3 | 5 | 005:200 | −15   | 03     |

| 15.09.2017 | Lwiw          | Ukraine  | – | Kroatien | 1:1 (0:0) |
| 19.09.2017 | Győr          | Ungarn   | – | Dänemark | 1:6 (1:2) |
|            | Varaždin      | Kroatien | – | Schweden | 0:2 (0:0) |
| 19.10.2017 | Győr          | Ungarn   | – | Kroatien | 2:2 (0:0) |
| 20.10.2017 | Göteborg      | Schweden | – | Dänemark | 3:0       |
| 24.10.2017 | Zagreb-Lučko  | Kroatien | – | Dänemark | 0:4 (0:2) |
|            | Borås         | Schweden | – | Ungarn   | 5:0 (4:0) |
| 24.11.2017 | Balmazújváros | Ungarn   | – | Ukraine  | 0:1 (0:0) |
| 05.04.2018 | Zadar         | Kroatien | – | Ukraine  | 0:3 (0:3) |
|            | Szombathely   | Ungarn   | – | Schweden | 1:4 (0:2) |

#### Gruppe 5
| Pl. | Land        | Sp. | S | U | N | Tore    | Diff. | Punkte |
| --- | ----------- | --- | - | - | - | ------- | ----- | ------ |
| 1.  | Deutschland | 8   | 7 | 0 | 1 | 038:300 | +35   | 21     |
| 2.  | Island      | 8   | 5 | 2 | 1 | 022:600 | +16   | 17     |
| 3.  | Tschechien  | 8   | 4 | 2 | 2 | 020:800 | +12   | 14     |
| 4.  | Slowenien   | 8   | 2 | 0 | 6 | 009:200 | −11   | 06     |
| 5.  | Färöer      | 8   | 0 | 0 | 8 | 001:530 | −52   | 0      |

| 14.09.2017 | Tórshavn       | Färöer      | – | Tschechien  | 00:8 (0:6) |
| 16.09.2017 | Ingolstadt     | Deutschland | – | Slowenien   | 06:0 (4:0) |
| 18.09.2017 | Reykjavík      | Island      | – | Färöer      | 08:0 (4:0) |
| 19.09.2017 | Ústí nad Labem | Tschechien  | – | Deutschland | 00:1 (0:0) |
| 20.10.2017 | Wiesbaden      | Deutschland | – | Island      | 02:3 (1:1) |
|            | Domžale        | Slowenien   | – | Tschechien  | 00:4 (0:2) |
| 24.10.2017 | Großaspach     | Deutschland | – | Färöer      | 11:0 (6:0) |
|            | Znojmo         | Tschechien  | – | Island      | 01:1 (0:1) |
| 24.11.2017 | Ajdovscina     | Slowenien   | – | Färöer      | 05:0 (4:0) |
| 06.04.2018 | Lendava        | Slowenien   | – | Island      | 00:2 (0:2) |

#### Gruppe 6
| Pl. | Land     | Sp. | S | U | N | Tore    | Diff. | Punkte |
| --- | -------- | --- | - | - | - | ------- | ----- | ------ |
| 1.  | Italien  | 8   | 7 | 0 | 1 | 019:400 | +15   | 21     |
| 2.  | Belgien  | 8   | 6 | 1 | 1 | 028:600 | +22   | 19     |
| 3.  | Portugal | 8   | 3 | 2 | 3 | 022:800 | +14   | 11     |
| 4.  | Rumänien | 8   | 1 | 2 | 5 | 007:150 | −8    | 05     |
| 5.  | Moldau   | 8   | 0 | 1 | 7 | 002:450 | −43   | 01     |

| 15.09.2017 | La Spezia        | Italien  | – | Moldau   | 5:0 (4:0)  |
| 19.09.2017 | Cluj-Napoca      | Rumänien | – | Italien  | 0:1 (0:0)  |
|            | Löwen            | Belgien  | – | Moldau   | 12:0 (5:0) |
| 20.10.2017 | Löwen            | Belgien  | – | Rumänien | 3:2 (2:1)  |
| 24.10.2017 | Castel di Sangro | Italien  | – | Rumänien | 3:0 (0:0)  |
|            | Penafiel         | Portugal | – | Belgien  | 0:1 (0:0)  |
| 24.11.2017 | Setúbal          | Portugal | – | Moldau   | 8:0 (2:0)  |
| 28.11.2017 | Bukarest         | Rumänien | – | Moldau   | 3:1 (1:0)  |
|            | Estoril          | Portugal | – | Italien  | 0:1 (0:1)  |
| 06.04.2018 | Vadul lui Vodă   | Moldau   | – | Italien  | 1:3 (1:2)  |

Quellen: Federația Română de Fotbal, Federação Portuguesa de Futebol, Royal Belgian Football Association.

#### Gruppe 7
| Pl. | Land       | Sp. | S | U | N | Tore    | Diff. | Punkte |
| --- | ---------- | --- | - | - | - | ------- | ----- | ------ |
| 1.  | Spanien    | 8   | 8 | 0 | 0 | 025:200 | +23   | 24     |
| 2.  | Österreich | 8   | 5 | 1 | 2 | 019:700 | +12   | 16     |
| 3.  | Finnland   | 8   | 3 | 1 | 4 | 009:130 | −4    | 10     |
| 4.  | Serbien    | 8   | 2 | 1 | 5 | 005:130 | −8    | 07     |
| 5.  | Israel     | 8   | 0 | 1 | 7 | 000:230 | −23   | 01     |

| 19.09.2017 | Kruševac         | Serbien    | – | Österreich | 0:4 (0:3) |
| 19.10.2017 | Belgrad          | Serbien    | – | Israel     | 2:0 (2:0) |
| 22.10.2017 | Helsinki         | Finnland   | – | Serbien    | 1:0 (0:0) |
| 23.10.2017 | Ramat Gan        | Israel     | – | Spanien    | 0:6 (0:2) |
| 23.11.2017 | Maria Enzersdorf | Österreich | – | Israel     | 2:0 (1:0) |
| 24.11.2017 | Belgrad          | Serbien    | – | Spanien    | 1:2 (0:1) |
| 26.11.2017 | Helsinki         | Finnland   | – | Israel     | 4:0 (2:0) |
| 28.11.2017 | Palma            | Spanien    | – | Österreich | 4:0 (3:0) |
| 22.01.2018 | Ramat Gan        | Israel     | – | Finnland   | 0:0       |
| 05.04.2018 | Maria Enzersdorf | Österreich | – | Serbien    | 1:1 (1:1) |

### Bilanz der Gruppenphase
| Gruppe 1                                          | Gruppe 2               | Gruppe 3                   | Gruppe 4                | Gruppe 5                           | Gruppe 6                 | Gruppe 7                           |
| ------------------------------------------------- | ---------------------- | -------------------------- | ----------------------- | ---------------------------------- | ------------------------ | ---------------------------------- |
| England                                           | Schottland             | Norwegen                   | Schweden                | Deutschland                        | Italien                  | Spanien                            |
| 0                                                 |                        | Niederlande                |                         |                                    |                          |                                    |
| 0                                                 | Schweiz                |                            | Dänemark                |                                    | Belgien                  |                                    |
| Wales Russland Bosnien und Herzegowina Kasachstan | Polen Albanien Belarus | Irland Nordirland Slowakei | Ukraine Kroatien Ungarn | Island Tschechien Slowenien Färöer | Portugal Rumänien Moldau | Österreich Finnland Serbien Israel |

| Pl. | Land        | Sp. | S | U | N | Tore    | Diff. | Punkte | Gruppe                                       | Fünftplatzierter der Gruppe |
| --- | ----------- | --- | - | - | - | ------- | ----- | ------ | -------------------------------------------- | --------------------------- |
| 1.  | Niederlande | 6   | 4 | 1 | 1 | 016:200 | +14   | 13     | 3 \|\| style="text-align:left" \| Slowakei   |                             |
| 2.  | Schweiz     | 6   | 4 | 1 | 1 | 013:500 | +8    | 13     | 2 \|\| style="text-align:left" \| Belarus    |                             |
| 3.  | Belgien     | 6   | 4 | 1 | 1 | 009:600 | +3    | 13     | 6 \|\| style="text-align:left" \| Moldau     |                             |
| 4.  | Dänemark    | 6   | 4 | 0 | 2 | 017:700 | +10   | 12     | 4 \|\| style="text-align:left" \| Kroatien   |                             |
| 5.  | Island      | 6   | 3 | 2 | 1 | 009:600 | +3    | 11     | 5 \|\| style="text-align:left" \| Färöer     |                             |
| 6.  | Wales       | 6   | 3 | 2 | 1 | 005:300 | +2    | 11     | 1 \|\| style="text-align:left" \| Kasachstan |                             |
| 7.  | Österreich  | 6   | 3 | 1 | 2 | 011:700 | +4    | 10     | 7 \|\| style="text-align:left" \| Israel     |                             |

### Entscheidungsspiele
Die Auslosung fand am 7. September 2018 statt.

#### Runde 1
| Datum           |             | Ergebnis  |             | Ort                          |
| --------------- | ----------- | --------- | ----------- | ---------------------------- |
| 5. Oktober 2018 | Niederlande | 2:0 (2:0) | Dänemark    | Breda (Rat-Verlegh-Stadion)  |
| 9. Oktober 2018 | Dänemark    | 1:2 (1:1) | Niederlande | Viborg (Energi Viborg Arena) |
| Gesamt:         | Niederlande | 4:1       | Dänemark    |                              |

| Datum           |         | Ergebnis  |         | Ort                        |
| --------------- | ------- | --------- | ------- | -------------------------- |
| 5. Oktober 2018 | Belgien | 2:2 (1:0) | Schweiz | Löwen (Den Dreef Stadion)  |
| 9. Oktober 2018 | Schweiz | 1:1 (1:0) | Belgien | Biel/Bienne (Tissot Arena) |
| Gesamt:         | Belgien | (a)3:3(a) | Schweiz |                            |

#### Runde 2
| Datum             |             | Ergebnis  |             | Ort                           |
| ----------------- | ----------- | --------- | ----------- | ----------------------------- |
| 9. November 2018  | Niederlande | 3:0 (0:0) | Schweiz     | Utrecht (Stadion Galgenwaard) |
| 13. November 2018 | Schweiz     | 1:1 (0:0) | Niederlande | Schaffhausen (LIPO Park)      |
| Gesamt:           | Niederlande | 4:1       | Schweiz     |                               |

Damit qualifizierten sich die Niederlande für die WM.

## Asiatische Zone/AFC
Der asiatische Kontinentalverband AFC ermittelte seine Teilnehmer bei der Asienmeisterschaft 2018, die vom 6. bis 22. April 2018 in Jordanien stattfand. Für diese waren Japan, Australien und die VR China sowie Gastgeber Jordanien automatisch qualifiziert. Von den restlichen 20 gemeldeten Mannschaften kämpften 18 in vier Gruppen um die restlichen vier Startplätze. Die Auslosung dafür fand am 21. Januar 2017 statt. Damit die jordanische Mannschaft Spielpraxis bekommen konnte, nahm sie ebenfalls an den Qualifikationsspielen teil. Da sie Gruppensieger wurde, qualifizierte sich auch die zweitplatzierte Mannschaft dieser Gruppe für die Asienmeisterschaft, während sich in den anderen Gruppen nur der Gruppensieger qualifizierte. Die Qualifikation begann am 3. April und endete am 12. April 2017. Die Gruppenauslosung der Asienmeisterschaft fand im Dezember 2017 statt.
Als erste Mannschaft nach Gastgeber Frankreich qualifizierte sich China am 9. April 2018 für die WM-Endrunde. Dies gelang drei Tage später auch Thailand durch ein 3:1 im direkten Duell um Platz 2 gegen die Philippinen. Am 13. April qualifizierten sich Australien und Ex-Weltmeister Japan, die sich im letzten Gruppenspiel 1:1 trennten, nachdem beide zuvor 0:0 gegen Südkorea spielten und Vietnam mit 8:0 bzw. 4:0 geschlagen hatten. Südkorea, das Vietnam ebenfalls mit 4:0 besiegte, wurde aufgrund des einen weniger geschossenen Tores Gruppendritter und konnte noch die Chance das letzte asiatische WM-Ticket im Spiel gegen die Philippinen zu erhalten nutzen. Wie vier Jahre zuvor gewann Japan im Finale gegen Australien mit 1:0 und China wurde Dritter.

## Afrikanische Zone/CAF
Die afrikanischen Vertreter wurden bei der Fußball-Afrikameisterschaft der Frauen 2018 ermittelt, die vom 17. November bis 1. Dezember 2018 in Ghana stattfanden. Die Qualifikation dafür begann im Februar 2018. Am 5. Oktober 2017 wurde die Mannschaft Äquatorial-Guineas für den Fall einer erfolgreichen Qualifikation von der WM ausgeschlossen, da sie in der Qualifikation für die Olympischen Spiele 2016 mehrere nicht spielberechtigte Spielerinnen eingesetzt hatte. Äquatorial-Guinea qualifizierte sich dann auch im Juni für die Afrikameisterschaft, zudem Algerien, Kamerun, Mali, Nigeria, Sambia und Südafrika. Am 27. November 2018 qualifizierten sich Nigeria und erstmals Südafrika durch den Einzug ins Finale des Afrika-Cups für die WM-Endrunde. Kamerun errang im Spiel um Platz 3 gegen Mali das dritte afrikanische WM-Ticket.

## Mittel- und Nordamerika sowie Karibik/CONCACAF
Die Vertreter der CONCACAF wurden beim CONCACAF Women’s Gold Cup 2018 ermittelt. Kanada, Mexiko und die USA waren automatisch für den Gold Cup qualifiziert. Fünf weitere Mannschaften, davon zwei aus Mittelamerika (UNCAF) und drei aus der Karibik (CFU), konnten sich bei regionalen Turnieren qualifizieren. Als erste Mannschaften gelang dieses Costa Rica und Panama aus Mittelamerika sowie Jamaika und Kuba nach zwei karibischen Runden. Als letzte Mannschaft qualifizierte sich Trinidad & Tobago.
Durch den Einzug ins Finale qualifizierten sich die USA und Kanada für die WM. Im Spiel um Platz 3 setzte sich Jamaika gegen Panama im Elfmeterschießen durch und qualifizierte sich damit erstmals für die WM-Endrunde. Panama unterlag im panamerikanischen Playoff gegen Argentinien. Die letztmaligen WM-Teilnehmer Costa Rica und Mexiko scheiterten bereits in der Gruppenphase.

## Südamerika/CONMEBOL
In Südamerika dient die Fußball-Südamerikameisterschaft der Frauen 2018 als Qualifikationsturnier. Diese fand vom 4. bis 22. April 2018 in Chile statt. Als erste südamerikanische Mannschaft qualifizierte sich Brasilien am zweiten Spieltag der Finalrunde und nimmt damit zum achten Mal teil. Als zweite Mannschaft qualifizierte sich Chile durch ein 4:0 im letzten Spiel gegen Argentinien und kann damit erstmals an der WM-Endrunde teilnehmen.

### Entscheidungsspiele CONMEBOL/CONCACAF
Argentinien sicherte sich den letzten Teilnehmerplatz, der zwischen den Kontinentalverbänden CONMEBOL (Südamerika) und CONCACAF (Nord-, Mittelamerika und Karibik) ausgespielt wurde:
| Datum             |             | Ergebnis  |             | Ort                                            |
| ----------------- | ----------- | --------- | ----------- | ---------------------------------------------- |
| 8. November 2018  | Argentinien | 4:0 (2:0) | Panama      | Partido Avellaneda (Estadio Julio H. Grondona) |
| 13. November 2018 | Panama      | 1:1 (1:0) | Argentinien | Panama-Stadt (Estadio Rommel Fernández)        |
| Gesamt:           | Argentinien | 4:0 (2:0) | Panama      |                                                |

## Ozeanien/OFC
Der ozeanische Vertreter Neuseeland qualifizierte sich bei der Fußball-Ozeanienmeisterschaft der Frauen 2018 in Neukaledonien. Für diese waren die Cookinseln, Neukaledonien, Neuseeland, Papua-Neuguinea, Samoa, Tahiti und Tonga direkt qualifiziert, während sich Fidschi bei einem Turnier im August 2018 als achte Mannschaft qualifizierte.

## Beste Torschützinnen
Die folgenden Tabellen geben die besten Torschützinnen der Qualifikation wider.
| Platz | Spielerin                 | Tore |
| --- | ------------------------- | ---- |
| 1. | Janice Cayman             | 10   |
| 2. | Nadia Nadim               | 7    |
| 2. | Cristiana Girelli         | 7    |
| 2. | Vivianne Miedema          | 7    |
| 2. | Lisa-Marie Utland         | 7    |
| 2. | Jennifer Hermoso          | 7    |
| 7. | Sanne Troelsgaard Nielsen | 6    |
| 7. | Alexandra Popp            | 6    |
| 7. | Lea Schüller              | 6    |
| 7. | Nikita Parris             | 6    |
| 7. | Sherida Spitse            | 6    |
| 7. | Caroline Graham Hansen    | 6    |
| 7. | Jelena Danilowa           | 6    |
| 7. | Nadeschda Smirnowa        | 6    |
| 7. | Lara Dickenmann           | 6    |
| 16. | 06 Spielerinnen           | 5    |
| 22. | 21 Spielerinnen           | 4    |
| 43. | 24 Spielerinnen           | 3    |
| 67. | 54 Spielerinnen           | 2    |
| 121. | 155 Spielerinnen          | 1    |
| Zudem je ein Eigentor der Andorranerin Miriam Tizón Fernández, der Kosovarin Blerina Musa, der Lettin Anastasija Ročāne, der Litauerin Algimantė Mikutaitė und der Luxemburgerin Sarah Elias in der Vor- sowie der Albanerin Lavdie Begolli, der Bosnierin Amira Spahić, der Finninnen Emma Koivisto und Minna Meriluoto, der Irin Marie Hourihan, der Kroatin Matea Bošnjak, der Moldauerinnen Nadejda Colesnicenco (3), Olga Cuşinova und Eugenia Miron, der Nordirinnen Rachel Furness und Billie Simpson, der Rumäninnen Andreea Corduneanu und Melinda Magdolna Nagy, der Russin Elwira Todua, der Schottin Sophie Howard, der Serbín Mirela Tenkov, der Slowenin Lana Golob, der Tschechin Eva Bartoňová sowie der Belarussinnen Valeria Karachun und Anna Kosjupa in der Hauptqualifikation, der Belgierin Davina Philtjens in den Playoffs der Gruppenzweiten. - Fett gedruckte Spielerinnen sind mit ihrer Mannschaft für die WM qualifiziert, kursiv gesetzte Spielerinnen sind mit ihren Mannschaften ausgeschieden, fett gedruckte Tore wurden in der Hauptqualifikation erzielt. |                           |      |

| Platz | Spielerin          | Tore    |
| --- | ------------------ | ------- |
| 1. | Maysa Jbarah       | 14 (13) |
| 2. | Stephanie Alnaber  | 9 (9)   |
| 3. | Win Theingi Tun    | 8 (8)   |
| 4. | Li Ying            | 7       |
| 4. | Shahnaz Jebreen    | 7 (6)   |
| 6. | Zahra Ghanbari     | 6 (6)   |
| 6. | Cho So-hyun        | 6 (3)   |
| 6. | Huỳnh Như          | 6 (6)   |
| 9. | Sara Zohrabinia    | 5 (5)   |
| 9. | Yee Yee Oo         | 5 (5)   |
| 9. | Lee Geum-min       | 5 (4)   |
| 9. | Kanjana Sung-Ngoen | 5 (1)   |
| 13. | 13 Spielerinnen    | 4       |
| 26. | 14 Spielerinnen    | 3       |
| 40. | 15 Spielerinnen    | 2       |
| 55. | 53 Spielerinnen    | 1       |
| Alle Tore der Asienmeisterschaft 2018, inkl. Qualifikation (Tore in der Qualifikation in Klammern); - Zudem Eigentore durch die Hongkongerin Ho Wan Tung, die Palästinenserin Miral Alsarras und die Singapurin Pang Yen Ping Angelyn in der Qualifikation und der Jordanierin Yasmeen Khair (2) sowie der Thailänderin Kanjanaporn Saengkoon und der Vietnamesin Nguyễn Thị Tuyết Dung bei der Asienmeisterschaft. - Fett gedruckte Spielerinnen sind mit ihrer Mannschaft für die Weltmeisterschaft qualifiziert. |                    |         |

| Platz | Spielerin           | Tore  |
| --- | ------------------- | ----- |
| 1. | Trina Davis         | 9 (4) |
| 2. | Cema Nasau          | 8 (3) |
| 2. | Sarah Gregorius     | 8     |
| 2. | Meagen Gunemba      | 8     |
| 5. | Luisa Tamanitoakula | 6     |
| 5. | Emma Rolston        | 6     |
| 5. | Rosie White         | 6     |
| 8. | Betsy Hassett       | 5     |
| 8. | Annalie Longo       | 5     |
| 8. | Marie Kaipu         | 5     |
| 11. | 2 Spielerinnen      | 4     |
| 13. | 4 Spielerinnen      | 3     |
| 17. | 8 Spielerinnen      | 2     |
| 25. | 16 Spielerinnen     | 1     |
| Alle Tore der Ozeanienmeisterschaft 2018, inkl. Qualifikation (Tore in der Qualifikation in Klammern); Fett geschriebene Spielerinnen sind für die Weltmeisterschaft qualifiziert. Zudem je ein Eigentor durch Mereoni Tora (Fidschi gegen Neuseeland) und Hana Kimitete (Tahiti gegen Samoa) |                     |       |

| Platz | Spielerin             | Tore    |
| --- | --------------------- | ------- |
| 1. | Khadija Shaw          | 19 (16) |
| 2. | María Pérez           | 9 (9)   |
| 3. | Rachel Peláez         | 7 (7)   |
| 3. | Kayla Taylor          | 7 (7)   |
| 3. | Alex Morgan           | 7       |
| 6. | Jody Brown            | 6 (2)   |
| 6. | Adriana Leon          | 6       |
| 6. | Phoenetia Browne      | 6 (6)   |
| 6. | Mariah Shade          | 6 (6)   |
| 10. | Mikerline Saint Felix | 5 (5)   |
| 10. | Lilian Pérez          | 5 (5)   |
| 10. | Micaela Castain       | 5 (5)   |
| 10. | Brittney Lawrence     | 5 (5)   |
| 10. | Tasha St. Louis       | 5 (5)   |
| 15. | 15 Spielerinnen       | 4       |
| 30. | 18 Spielerinnen       | 3       |
| 48. | 26 Spielerinnen       | 2       |
| 74. | 77 Spielerinnen       | 1       |
| Alle Tore des Gold Cups 2018, inkl. Qualifikation (Tore in der Qualifikation in Klammern); - Zudem je ein Eigentor durch Shakeela Romney (Anguilla), Joraine Maduro (Aruba), Katelyn Wiater (Am. Jungferninseln) und Cadeejah Procter (Antigua und Barbuda). - Fett gedruckte Spielerinnen sind mit ihrer Mannschaft für die Weltmeisterschaft qualifiziert, kursiv gesetzte Spielerinnen sind mit ihrer Mannschaft in der Qualifikation für den Gold Cup ausgeschieden. |                       |         |

| Platz | Spielerin                    | Tore |
| --- | ---------------------------- | ---- |
| 1. | Catalina Usme                | 9    |
| 2. | Bia Zaneratto                | 6    |
| 3. | Florencia Soledad Jaimes     | 5    |
| 3. | Deyna Castellanos            | 5    |
| 5. | Mariana Florencia Bonsegundo | 4    |
| 5. | Cristiane                    | 4    |
| 5. | Mônica                       | 4    |
| 8. | Estefanía Banini             | 3    |
| 8. | Mariana Larroquette          | 3    |
| 8. | Andressinha                  | 3    |
| 8. | Debinha                      | 3    |
| 8. | Yanara Aedo                  | 3    |
| 8. | Ysaura Viso                  | 3    |
| 14. | 11 Spielerinnen              | 2    |
| 25. | 26 Spielerinnen              | 1    |
| * Fett markierte Spielerinnen sind mit ihren Mannschaften für die WM-Endrunde qualifiziert. - Zudem ein Eigentor durch die Argentinierin Agustina Barroso |                              |      |

| Platz | Spielerin           | Tore      |
| --- | ------------------- | --------- |
| 1. | Loza Abera          | 8 (8)     |
| 2. | Desire Oparanozie   | 7 (4)     |
| 3. | Gabrielle Onguéné   | 5 (3)     |
| 3. | Asisat Oshoala      | 5 (2)     |
| 3. | Thembi Kgatlana     | 5         |
| 6. | Rehima Zergaw       | 4 (4)     |
| 6. | Ninon Abena         | 4 (2)     |
| 6. | Ajara Nchout        | 4 (2)     |
| 6. | Racheal Kundananji  | 4 (1)     |
| 10. | Fatima Sekouane     | 3 (3)     |
| 10. | Salimata Simpore    | 3 (3)     |
| 10. | Fatoumata Diarra    | 3         |
| 10. | Bassira Touré       | 3 (1)     |
| 10. | Barbra Banda        | 3 (3)     |
| 10. | Jermaine Seoposenwe | 3/5 (2/4) |
| 16. | 10/11 Spielerinnen  | 2         |
| 26./27. | 59 Spielerinnen     | 1         |
| - Fett gesetzte Spielerinnen sind mit ihren Mannschaften für die Weltmeisterschaft qualifiziert. - Kursiv gesetzte Spielerinnen sind mit ihren Mannschaften in der ersten oder zweiten Runde der Qualifikation ausgeschieden. - Zudem ein Eigentor durch Kouanda (Burkina Faso gegen Gambia) in der Qualifikation und ein Eigentor durch Aurelle Awona (Kamerun gegen Mali) beim Afrika-Cup. |                     |           |